# Jaal (1952)
Jaal (Hindi: जाल, jāl; übersetzt: Das Netz) ist ein Hindi-Film von Guru Dutt aus dem Jahr 1952.

## Handlung
Das friedliche Leben des christlichen Fischervolks in Goa, einer kleinen indischen Enklave unter fremder Herrschaft, wird mit Eintreffen des Goldschmugglers Tony gestört. Die Fischerfrau Maria verfällt dem Charme des Schmugglers gegen den Willen ihres blinden Bruders Carlo, dem Freund Simon und Tonys Komplizin Lisa.
Auch als Maria glaubt, Tonys Liebe sei echt, plant er sie an die Araber zu verkaufen. Nachdem die Polizei ihn einfängt, setzt Tony Maria im Meer aus. Letztendlich überzeugt sie Tony, dass kein Mensch durch und durch böse ist. Tony wird der Polizei ausgeliefert, wissend, dass Maria auf seine Rückkehr warten wird.

## Musik
| Lied                              | Sänger                        |
| --------------------------------- | ----------------------------- |
| Yeh Raat Yeh Chaandni Phir Kahaan | Hemant Kumar                  |
| Pighla Hai Sona                   | Lata Mangeshkar               |
| De Bhi Chike Hum                  | Kishore Kumar, Geeta Dutt     |
| Soch Samajkar Dil Ko Lagana       | Geeta Dutt                    |
| Chaandni Raaten Pyar Ki Baaten    | Lata Mangeshkar, Hemant Kumar |
| Kaisi Yeh Jaagi Agan              | Lata Mangeshkar, Chor         |
| Chori Chori Meri Gali             | Lata Mangeshkar, Chor         |
| Zor Lagake Haiya                  | Geeta Dutt, Chor              |

Die Liedtexte zur Musik von Sachin Dev Burman schrieb Sahir Ludhianvi.

## Hintergrund
Dutt benutzt den Klang der Wellen als Leitmotiv und auch seine bekannten Kranaufnahmen, die er vor allem später in Pyaasa und Kaagaz Ke Phool einsetzte, sind hier bereits erkennbar.

## Kritik
Guru Dutts Nachfolger zu Baazi setzte erneut auf die Zugkraft der Hauptdarsteller Dev Anand und Geeta Bali. Zu den bemerkenswertesten Szenen des Films gehört eine sehr stilvolle Verführungsszene, in der Tony Maria mit seinem Lied Yeh raat yeh chandni phir kahan an den Strand lockt und sie sich buchstäblich in seinem Netz verfängt. Das goanische Fischerdorf dient hier als Kulisse für eine Moralgeschichte über Sex und Religion, die in einer seltsam komischen Szene mit maskierten Tänzern auf einem Dorffest gipfelt.